# Thrugot Thorstensen
Thrugot Thorstensen (død 2. maj 1280) var en dansk ærkebiskop i Lund Stift fra 1276 til sin død. Han skal have hørt til den gamle og ansete slægt Hak.
I marts 1256 optræder lundekanniken Thrugot Thorstensen i Nyborg. Her havde på samme tid ærkebiskop
Jakob Erlandsen, efter at have sluttet kirkemødet i Vejle, indfundet sig og deltog i et af Christoffer 1. sammenkaldt danehof. Hvad der forefaldt mellem kongen og Jacob Erlandsen på mødet her i Nyborg og på andre møder i løbet af 1256 og det følgende år, var Thorstensen vidne til og sammen med ham to andre medlemmer af kapitlet i Lund, provst Sasser og kanniken Johannes Dros, senere ærkebiskop.
Formodentlig er det da disse tre, der er forfatterne til en kirkevenlig fremstilling af konge- og ærkebispestridens oprindelse, som hører til den under benævnelsen Processus litis inter Christophorum I et Jacobum Erlandi bevarede samling aktstykker og breve (Script, rer. Dan., V).
1276 blev kanniken Thorstensen valgt til ærkebiskop efter Erland Erlandsen. Efter valget begav han sig til Rom. Dette er senere hen blevet lagt ham til last, men rigtignok uden grund. I Rom bekræftedes hans valg af pave Johannes XXI , som derefter viede ham 27. december 1276, tildelte ham palliet og 13. januar 1277 ved et brev anbefalede ham til kong Erik.
I samme brev bad paven tillige kongen om at tilbagegive ærkebispen det lundekirken tilhørende gods, som kongens fogeder eller andre hans undergivne uden hjemmel sad inde med. Da denne sag ikke siden efter bragtes på bane, er den sikkert blevet ordnet til pavens og Thorstensens tilfredshed.
Thorstensen, som var den første lundensiske ærkebisp, der blev viet i Rom, vendte tilbage til Lund inden 29. juni 1277, på hvilken dag han læste sin første messe. Han døde 2. maj 1280.